# Milán-San Remo 1964
La Milán-San Remo 1964 fue la 55.ª edición de la Milán-San Remo. La carrera se disputó el 19 de marzo de 1964, siendo el vencedor final el británico Tom Simpson, que se impuso por 2 segundos a Raymond Poulidor. Esta fue la primera victoria de un ciclista holandés en la Milán-Sanremo.

## Clasificación final
| Posición | Ciclista              | Equipo                | Tiempo     |
| -------- | --------------------- | --------------------- | ---------- |
| 1        | Tom Simpson           | Peugeot-BP-Englebert  | 6h 37' 39" |
| 2        | Raymond Poulidor      | Mercier-BP-Hutchinson | + 02"      |
| 3        | Willy Bocklant        | Flandria-Romeo        | + 1' 01"   |
| 4        | Rik van Looy          | Solo-Superia          | + 1' 09"   |
| 5        | Georges Vanconingsloo | Peugeot-BP-Englebert  | m. t.      |
| 6        | Jean Graczyk          | Margnat-Paloma-Dunlop | m. t.      |
| 7        | Renato Pelizzoni      | Ignis                 | m. t.      |
| 8        | Edward Sels           | Solo-Superia          | m. t.      |
| 9        | Jean Forestier        | Peugeot-BP-Englebert  | m. t.      |
| 10       | Yvo Molenaers         | Wiel's-Groene Leeuw   | m. t.      |